# Muhlenbergia filiculmis
Muhlenbergia filiculmis är en gräsart som beskrevs av George Vasey. Muhlenbergia filiculmis ingår i släktet muhlygräs, och familjen gräs. Inga underarter finns listade i Catalogue of Life.